# Büyüknefes
Büyüknefes est un village de Turquie situé dans la province de Yozgat, dans la région de l'Anatolie centrale.

## Géographie
Büyüknefes est situé à une vingtaine de kilomètres à l'ouest-nord-ouest de Yozgat, et à une centaine de kilomètres à l'est d'Ankara.